# Christian Eriksen
Christian Dannemann Eriksen (phát âm tiếng Đan Mạch: [ˈkʰʁestjæn ˈe̝ːʁeksn̩]; sinh ngày 14 tháng 2 năm 1992) là một cầu thủ bóng đá chuyên nghiệp người Đan Mạch hiện đang thi đấu ở vị trí tiền vệ cho đội tuyển bóng đá quốc gia Đan Mạch. Được đánh giá là một trong những tiền vệ xuất sắc nhất thế giới trong thế hệ của mình, anh nổi tiếng nhờ lối chơi giàu kỹ thuật, tính sáng tạo, khả năng xử lý bóng tốt và sở hữu nhãn quan chiến thuật độc đáo.
Eriksen khởi đầu sự nghiệp tại câu lạc bộ Hà Lan Ajax, nơi anh vô địch Eredivisie vào mùa giải 2010–11, 2011–12 và 2012–13. Vào năm 2014, Eriksen gia nhập Tottenham và được vinh danh là cầu thủ xuất sắc nhất năm của câu lạc bộ ở mùa giải đầu tiên của anh. Trong thời gian bảy năm tại câu lạc bộ, anh cũng được vinh danh là cầu thủ xuất sắc nhất năm của câu lạc bộ ở mùa giải 2016–17. Ở mùa giải 2018–19, Eriksen trở thành cầu thủ thứ hai sau David Beckham có kỷ lục hơn 10 pha kiến tạo ở bốn mùa giải Premier League liên tiếp và là thành phần quan trọng của đội hình đã vào đến trận chung kết UEFA Champions League 2019. Vào tháng 1 năm 2020, anh ký hợp đồng với câu lạc bộ Ý Inter Milan.
Eriksen có trận đấu ra mắt đội tuyển quốc gia Đan Mạch vào tháng 3 năm 2010 và là cầu thủ trẻ nhất của FIFA World Cup 2010. Trên con đường lọt vào FIFA World Cup 2018, Eriksen có vai trò quan trọng trong chiến dịch vòng loại của đội tuyển. Đan Mạch vào đến vòng 16 đội, nơi họ bị đánh bại bởi Croatia sau loạt sút luân lưu. Eriksen được vinh danh là Cầu thủ bóng đá xuất sắc nhất năm của Đan Mạch kỷ lục năm lần.

## Sự nghiệp câu lạc bộ

### Middelfart và Odense
Christian Eriksen bắt đầu chơi bóng đá tại quê nhà Middelfart ngay khi chưa được ba tuổi. Năm 2005, anh chuyển đến Odense Boldklub (OB) và cùng câu lạc bộ này tham dự giải bóng đá trẻ Đan Mạch. OB thua tại bán kết trước đội trẻ Brøndby IF nhưng Eriksen vẫn được chọn là cầu thủ có kỹ thuật tốt nhất giải đấu. Một năm sau đó, OB vô địch giải trẻ với Eriksen là người ghi bàn thắng duy nhất trong trận chung kết. Thành tích của anh trong màu áo của U-16 OB và sau đó là đội U-17 và U-19 Đan Mạch đã giúp anh trở thành mục tiêu của các câu lạc bộ lớn như Chelsea và Barcelona. Eriksen sau đó đã thử việc tại Barcelona, Manchester United, Chelsea và Milan nhưng cuối cùng lại bất ngờ chọn Ajax vì anh cho rằng thi đấu cho một câu lạc bộ lớn ngay từ đầu là có thể quá sức và bóng đá Hà Lan sẽ giúp cho anh phát triển tài năng.

### Ajax Amsterdam

#### 2008-2011

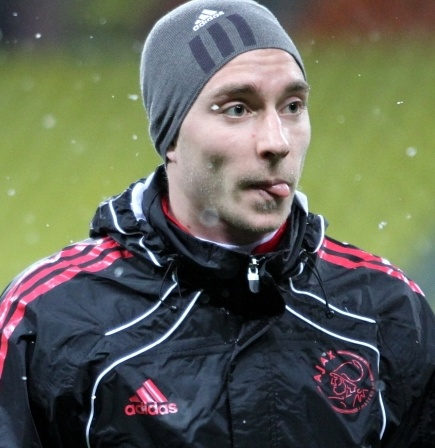
Eriksen với Ajax năm 2011

Ngày 17 tháng 10 năm 2008, Eriksen ký hợp đồng thời hạn hai năm rưỡi với Ajax Amsterdam. Phí chuyển nhượng mà OB nhận được là 1 triệu €. Sau hơn một năm ở đội trẻ, anh được đưa lên đội một vào tháng 1 năm 2010, với số áo 51. Ngày 17 tháng 1 năm 2010, anh có trận đấu chính thức đầu tiên ở câu lạc bộ AFC Ajax trong trận đấu tại Eredivisie với NAC Breda. Ngày 25 tháng 3 năm 2010, anh ghi bàn thắng đầu tiên cho Ajax trong trận đại thắng 6–0 trước Go Ahead Eagles tại Cúp quốc gia Hà Lan. Ngày 10 tháng 4 năm 2010, anh gia han hợp đồng với Ajax đến mùa hè 2014.
Ngày 6 tháng 5 năm 2010, Eriksen đã vào sân ở hiệp 2 trận chung kết Cúp quốc gia Hà Lan, nơi Ajax đánh bại Feyenoord 4-1 để giành chức vô địch với tổng tỉ số 6-1 sau hai lượt trận. Kết thúc mùa giải chuyên nghiệp đầu tiên cùng Ajax, Eriksen đã thi đấu 21 trận, ghi được 1 bàn. Từ mùa giải sau đó, anh được trao chiếc áo số 8.
Eriksen bắt đầu mùa giải 2010-11 bằng bàn thắng trong chiến thắng sân khách trước De Graafschap ngày 29 tháng 8 năm 2010. Ngày 11 tháng 11 năm 2010, Eriksen có bàn thắng đầu tiên tại sân Amsterdam ArenA trong chiến thắng 3-0 tại Cúp quốc gia trước BV Veendam. Trong tháng 12, anh nhận danh hiệu Cầu thủ trẻ Đan Mạch xuất sắc nhất năm. Sau khi nhận danh hiệu vài ngày, anh ghi bàn thắng duy nhất trong trận đấu với Vitesse. Ngày 17 tháng 2 năm 2011, Eriksen có pha lập công đầu tiên tại đấu trường châu Âu trong chiến thắng 3-0 của Ajax trước Anderlecht tại UEFA Europa League 2010–11. Ngày 13 tháng 3, anh có pha đi bóng giữa sân sau đó ghi bàn thắng ấn định tỉ số 3-1 trước Willem II.

#### 2011-2013

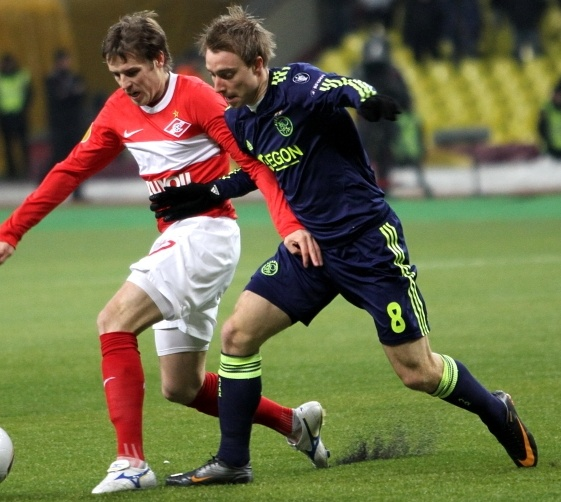
Eriksen trong trận đấu tại UEFA Champions League với Spartak Moscow năm 2011.

Với phong độ ấn tượng trong mùa giải 2010-11 và cùng Ajax giành danh hiệu Eredivisie lần đầu tiên sau 7 năm, Eriksen được chọn là Cầu thủ xuất sắc nhất trong năm của câu lạc bộ này. Ngày 23 tháng 5 năm 2011, anh giành danh hiệu Cầu thủ xuất sắc nhất năm của bóng đá Hà Lan, người Đan Mạch thứ hai giành được danh hiệu này sau tiền đạo Jon Dahl Tomasson năm 1996. Đứng đầu hội đồng bầu chọn cho danh hiệu này là huyền thoại Johan Cruyff, người đã khen Eriksen:"Chúng ta có thể so sánh cậu ấy với Brian và Michael Laudrup. Cậu ấy chỉ còn cần thời gian để đạt đến trình độ của những đàn anh ấy."
Ngày 18 tháng 10 năm 2011, Eriksen ghi bàn thắng đầu tiên tại UEFA Champions League khi Ajax đánh bại Dinamo Zagreb 2–0 ở vòng bảng, giúp anh trở thành cầu thủ trẻ nhất thứ hai ghi bàn tại mùa giải 2011–12. Trong trận lượt về với Dinamo Zagreb ngày 2 tháng 11, anh có hai đường chuyền thành bàn cho Gregory van der Wiel và Siem de Jong cũng như góp công vào bàn thắng thứ ba, giúp Ajax đánh bại đội bóng Croatia 4-0. Sau mùa giải thứ ba liên tiếp có được danh hiệu vô địch Giải vô địch bóng đá Hà Lan, anh từ chối gia hạn hợp đồng với Ajax. Sau ba mùa giải với câu lạc bộ Hà Lan, Eriksen có tổng cộng 113 trận đấu tại Eredivisie, ghi 25 bàn và kiến tạo thành bàn 41 lần. Tại Cúp KNVB, anh có 4 bàn và 4 pha kiến tạo sau 16 trận. Tại đấu trường châu Âu, anh có 30 trận cho Ajax và ghi được 3 bàn và có 9 đường chuyền thành bàn.

### Tottenham Hotspur

#### 2013–14

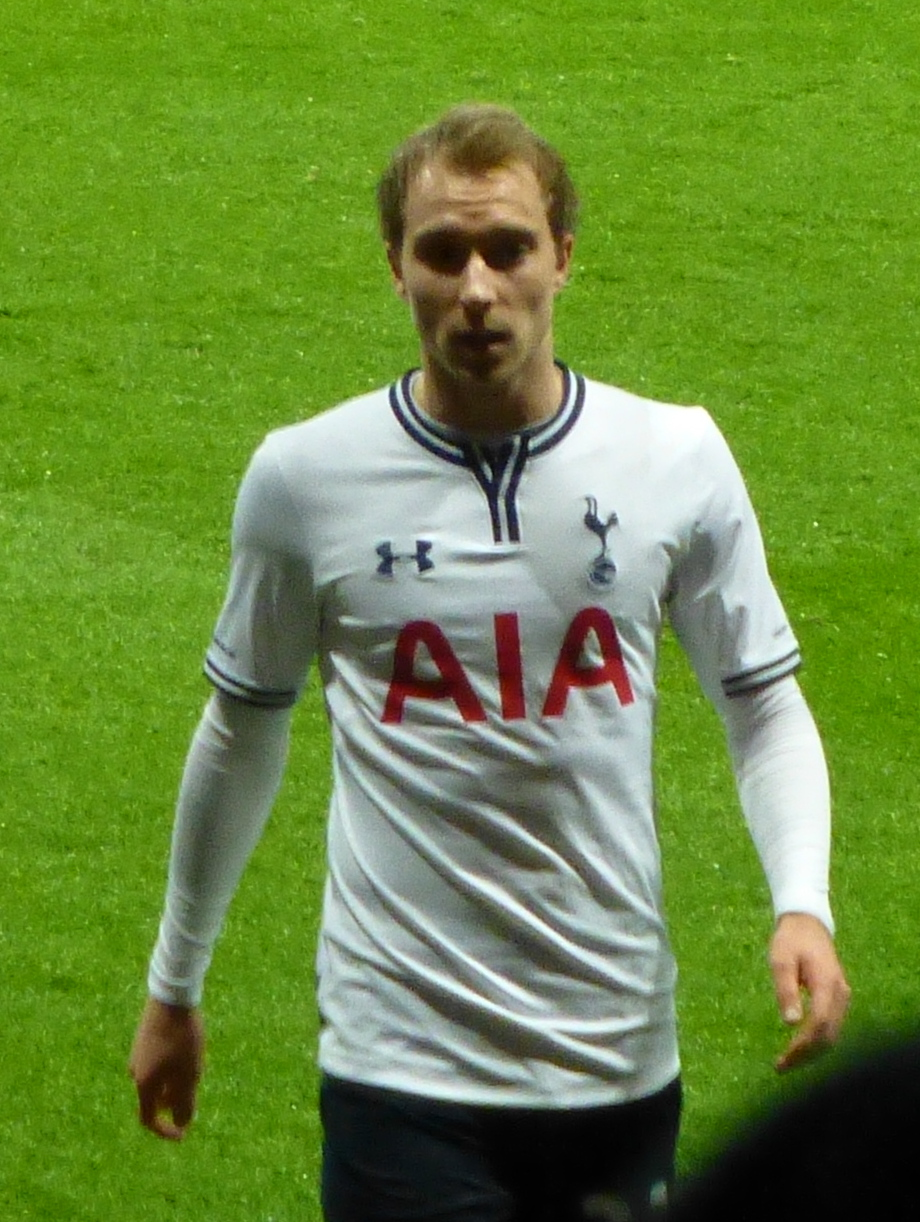
Eriksen thi đấu cho Tottenham Hotspur năm 2014

Ngày 30 tháng 8 năm 2013, Tottenham Hotspur thông báo đã hoàn tất việc chuyển nhượng Eriksen từ Ajax với phí chuyển nhượng 11,5 triệu bảng.
Ngày 14 tháng 9 năm 2013, anh có trận đấu đầu tiên tại Premier League với Norwich. Tottenham thắng 2-0 và anh đóng góp trong cả hai bàn thắng, trong đó có một đường chuyền thành bàn cho Gylfi Sigurðsson. Huấn luyện viên André Villas-Boas đã đánh giá màn ra mắt của Eriksen là tuyệt vời và anh xứng đáng với vị trí của một số 10 bằng sự sáng tạo và kỹ thuật cá nhân.
Ngày 19 tháng 9 năm 2013, Eriksen có bàn thắng đầu tiên cho Tottenham với một cú sút xa tuyệt đẹp trong chiến thắng 3–0 trước Tromsø IL tại Europa League. Đến ngày 26 tháng 12 năm 2013, anh mới có bàn thắng đầu tiên tại Premier League là một pha đá phạt trực tiếp đẹp mắt mở tỉ số trận đấu với West Bromwich Albion. Một tuần sau đó, trong trận đấu với đối thủ mạnh Manchester United, anh lập công lớn với một pha kiến tạo cho Emmanuel Adebayor và tự mình nâng tỉ số lên 2-0 đem về chiến thắng 2-1 cho Tottenham.
Ngày 23 tháng 3 năm 2014, trong trận đấu với Southampton khi mà Tottenham đã bị dẫn trước a 2–0 ở phút 28, Eriksen đã lập một cú đúp và kiến tạo cho Gylfi Sigurðsson ghi bàn thắng ấn định cuộc lội ngược dòng 3-2. Đến ngày 12 tháng 4, anh lại có pha lập công giúp Tottenham có được 1 điểm trước West Bromwich Albion sau khi đã bị đối thủ dẫn trước 3-0. Kết thúc mùa giải đầu tiên với Tottenham, Eriksen có được tổng cộng 7 bàn thắng tại giải bóng đá Ngoại hạng Anh 2013-14.

#### 2014–15
Eriksen có bàn thắng đầu tiên trong mùa giải 2014-15 trong trận hòa 2-2 với Sunderland vào ngày 13 tháng 9 năm 2014.
Ngày 28 tháng 1 năm 2015, Eriksen lập cú đúp, trong đó có một pha đá phạt trực tiếp đẹp mắt để đưa Tottenham vào chung kết League Cup với tổng tỉ số 3-2 trước Sheffield United sau hai lượt trận.

#### 2015–16
Tháng 1 năm 2016, Eriksen trở thành cầu thủ Đan Mạch đầu tiên ba lần liên tiếp giành danh hiệu Cầu thủ xuất sắc nhất năm của Đan Mạch.

#### 2016–17

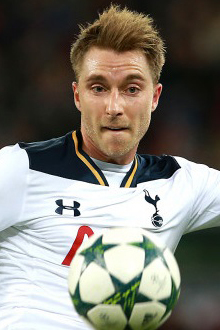
Eriksen thi đấu cho Tottenham Hotspur năm 2016.

Ngày 26 tháng 11 năm 2016, Eriksen mở tỉ số trong trận đấu trên sân khách trước đội đầu bảng Chelsea bằng một cú sút xa đẹp mắt nhưng sau đó đội bóng của anh đã để thua ngược 1-2. Một tuần sau đó, anh có cú đúp trong chiến thắng 5-1 trước Swansea City.
Ngày 27 tháng 4 năm 2017, anh ghi bàn thắng duy nhất trong trận đấu với Crystal Palace để thu hẹp khoảng cách với Chelsea trong cuộc đua giành ngôi vô địch Giải ngoại hạng Anh xuống bốn điểm. Trong mùa giải 2016-17, anh có tổng cộng 15 đường chuyền thành bàn và là cầu thủ tạo ra nhiều cơ hội ăn bàn nhất châu Âu, với tổng cộng 112 lần đặt đồng đội vào thế ghi bàn.

#### 2017–18
Eriksen trở thành cầu thủ Đan Mạch ghi nhiều bàn thắng nhất tại Premier League khi đạt đến cột mốc 33 bàn, vượt qua kỷ lục cũ của Nicklas Bendtner trong chiến thắng 3–2 trước West Ham ngày 23 tháng 9 năm 2017. Ngày 14 tháng 10, bàn thắng duy nhất của Eriksen giúp Tottenham hạ Bournemouth ở vòng tám  Ngoại hạng Anh và đây cũng là chiến thắng đầu tiên của Tottenham trên sân nhà Wembley ở mùa này. Ngày 9 tháng 12, anh có trận đấu thứ 200 cho Tottenham và đánh đấu cột mốc này bằng bàn thắng trong trận thắng 5-1 trước Stoke City.
Một tháng sau đó, anh có bàn thắng thứ 50 cho Spurs chỉ sau 11 giây trận đấu với Manchester United và chung cuộc đội bóng của anh giành chiến thắng 2-0. Bàn thắng này là bàn thắng nhanh thứ ba trong lịch sử Premier League, chỉ sau bàn thắng của Ledley King và Alan Shearer. Ngày 17 tháng 3 năm 2018, Eriksen lập cú đúp đưa Tottenham vào bán kết Cúp FA mùa giải thứ hai liên tiếp sau chiến thắng 3-0 trước Swansea City. Ngày 1 tháng 4 năm 2018, Ericksen lập siêu phẩm với cú vuốt bóng từ cự ly gần 30 mét giúp Tottenham đánh bại Chelsea ngay tại Stamford Bridge lần đầu tiên sau 28 năm. Bàn thắng này sau đó giúp anh có được Bàn thắng đẹp nhất tháng Giải bóng đá Ngoại Hạng Anh. Ngày 14 tháng 4, anh ghi bàn vào lưới đội bóng đầu bảng Manchester City trong trận thua 1-3.
Eriksen kết thúc mùa giải 2017-18 với việc lần đầu tiên có mặt trong Đội hình xuất sắc nhất giải Ngoại hạng Anh trong mùa của Hiệp hội Cầu thủ Chuyên nghiệp Anh (PFA), cùng với đồng đội Harry Kane và Jan Vertonghen.

#### Mùa giải 2018–19
Trong mùa giải 2018–19, Eriksen ghi bàn thắng đầu tiên trong mùa giải trong trận đấu trên sân khách tại Champions League với Inter Milan. Trận đấu kết thúc với thất bại 2–1 cho Tottenham, nhưng trong trận đấu trên sân nhà với Inter, Eriksen lại ghi bàn trong bàn thắng duy nhất của trận đấu, giúp Tottenham giành chiến thắng 1–0. Anh ghi bàn thắng đầu tiên trong mùa giải ở Premier League vào ngày 15 tháng 12 năm 2018 trong trận đấu trên sân nhà với Burnley, bàn thắng muộn giúp Tottenham giành chiến thắng 1–0. Vào ngày 31 tháng 3, trong trận thua 2–1 trước Liverpool, anh trở thành cầu thủ thứ hai sau David Beckham có hơn 10 pha kiến tạo trong bốn mùa giải Premier League liên tiếp. Ba ngày sau, trong lần ra sân thứ 200 tại Premier League, anh đã kiến tạo cho Son Heung-min ghi bàn thắng đầu tiên trên sân Tottenham Hotspur mới trước khi tự mình ghi bàn trong chiến thắng 2–0 trước Crystal Palace. Vào ngày 23 tháng 4, anh ghi bàn thắng quyết định trong chiến thắng 1–0 trước Brighton & Hove Albion. Sau đó, Eriksen thi đấu trong trận Chung kết UEFA Champions League 2019, nhưng Tottenham thất bại 2–0 trước Liverpool.

### Inter Milan

#### Mùa giải 2019–20
Vào ngày 28 tháng 1 năm 2020, khi hợp đồng của anh ấy tại Tottenham sẽ hết hạn sau sáu tháng, Eriksen đã ký hợp đồng 4 năm rưỡi với câu lạc bộ Serie A Inter Milan, với mức thu nhập 10 triệu euro mỗi mùa cho anh ấy. Anh có trận ra mắt câu lạc bộ vào ngày hôm sau, vào sân trong hiệp hai thay cho Alexis Sánchez trong chiến thắng 2-1 trên sân nhà trước Fiorentina ở tứ kết Coppa Italia. Vào ngày 20 tháng 2, Eriksen ghi bàn thắng đầu tiên cho câu lạc bộ, ghi bàn mở tỷ số trong chiến thắng 2–0 trên sân khách trước Ludogorets Razgrad tại Europa League. Anh ghi bàn thắng đầu tiên tại Serie A vào ngày 1 tháng 7, trong chiến thắng 6–0 trước Brescia. Vào ngày 21 tháng 8, Eriksen thi đấu trong trận thua 2-3 của Inter trước Sevilla trong trận Chung kết Europa League 2020, trở thành cầu thủ đầu tiên để thua hai trận chung kết liên tiếp trong hai giải đấu lớn hiện tại của UEFA; trước đó, anh ấy đã thất bại trong trận Chung kết Champions League 2019 với Tottenham.

#### Mùa giải 2020–21
Vào tháng 12 năm 2020, Giuseppe Marotta xác nhận rằng Eriksen đã được thêm vào danh sách chuyển nhượng cho năm 2021; tuy nhiên, đồng đội của anh, Romelu Lukaku trước đó đã ám chỉ rằng những khó khăn của Eriksen ở câu lạc bộ Ý là do bất đồng ngôn ngữ. Vào ngày 26 tháng 1 năm 2021, trong những phút cuối cùng của trận tứ kết Coppa Italia giữa Inter với đối thủ Milan, Eriksen được thay vào khi tỷ số là 1-1. Ở phút bù giờ thứ bảy và khi trận đấu tưởng như đã bước sang hiệp phụ, anh đã ghi bàn thắng đầu tiên trong mùa giải từ một quả đá phạt trực tiếp để mang về chiến thắng cho Inter và đưa họ vào bán kết. Sau trận đấu, huấn luyện viên Antonio Conte của Inter nói rằng Eriksen sẽ ở lại với câu lạc bộ, mặc dù có liên quan đến việc rời đi vào mùa đông. Vào ngày 1 tháng 5, anh ghi bàn thắng đầu tiên cho Inter trong chiến thắng quan trọng 2–0 trên sân khách trước Crotone, đưa câu lạc bộ tiến gần hơn đến chức vô địch đầu tiên kể từ mùa giải 2009–10. Inter được xác nhận là nhà vô địch giải đấu vào ngày hôm sau, sau khi đối thủ gần nhất Atalanta không thể thắng trong trận đấu với Sassuol. Nó kết thúc chuỗi 9 năm vô địch Serie A của Juventus.

#### Mùa giải 2021–22
Vào ngày 29 tháng 10 năm 2021, đã có thông báo rằng Eriksen không được phép chơi cho Inter Milan do phải cấy máy khử rung tim sau khi bị ngừng tim tại Euro 2020. Gần nửa năm sau khi ngừng tim, Eriksen bắt đầu tập luyện cá nhân tại các cơ sở của đội trẻ Odense Boldklub ở Odense để chuẩn bị trở lại với bóng đá. Vào ngày 17 tháng 12, Inter Milan đồng ý thanh lý hợp đồng của tiền vệ này.

### Brentford
Vào ngày 31 tháng 1 năm 2022, Eriksen gia nhập câu lạc bộ Brentford ở Premier League với bản hợp đồng có thời hạn 6 tháng. Vào ngày 26 tháng 2 năm 2022, trận đấu ra mắt đầu tiên của anh là khi vào sân thay cho Mathias Jensen trong trận thua 0–2 trước Newcastle United. Anh có pha kiến tạo đầu tiên trong chiến thắng 2–0 trước Burnley FC.Anh ghi bàn thắng đầu tiên tại Premier League trong chiến thắng ấn tượng 4–1 trên sân khách trước đối thủ cùng thành phố Chelsea vào ngày 3 tháng 4.

### Manchester United

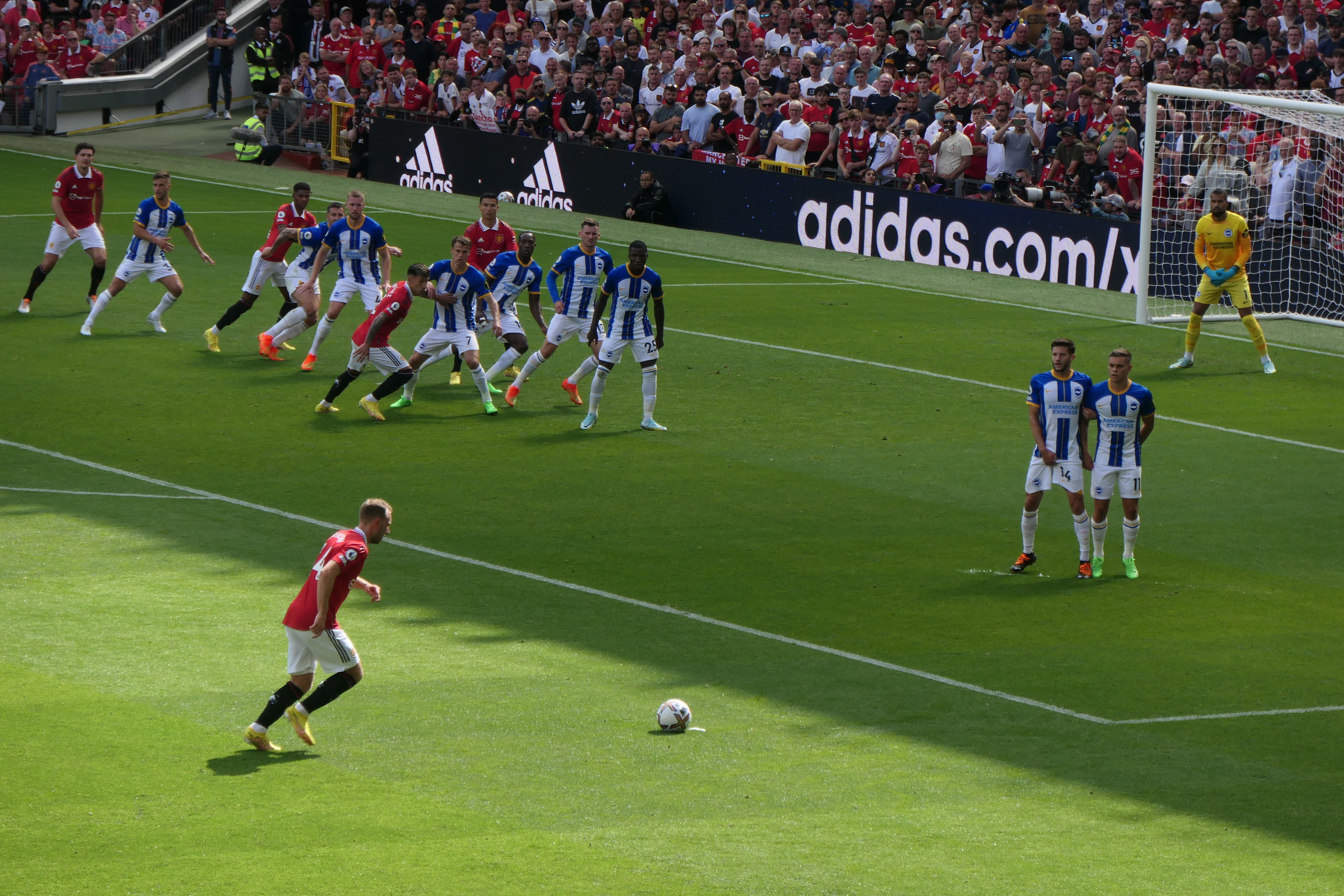
Eriksen taking a free kick for Manchester United on the opening day of the 2022–23 Premier League season

Vào ngày 15 tháng 7 năm 2022, Manchester United thông báo rằng họ đã đạt được thỏa thuận ký hợp đồng với Eriksen trong vòng ba năm. Vào ngày 28 tháng 7 năm 2022, người ta xác nhận rằng anh sẽ mặc áo số 14. Vào ngày 7 tháng 8, Eriksen ra mắt câu lạc bộ trong trận thua 2-1 trên sân nhà trước Brighton & Hove Albion. Anh có pha kiến tạo đầu tiên cho câu lạc bộ trong chiến thắng 3-1 trên sân nhà trước kình địch Arsenal khi kiến tạo cho Marcus Rashford ghi bàn thứ hai.
Ngày 30 tháng 6 năm 2025, anh mãn hạn hợp đồng với Manchester United.

## Sự nghiệp đội tuyển quốc gia

### Đội trẻ
Eriksen được gọi vào đội tuyển U-17 Đan Mạch vào tháng 7 năm 2007, và thi đấu xuất sắc ngay từ lần ra mắt ngày 31 tháng 7. Năm 2008, anh ghi 9 bàn trên 16 trận cho U-17 Đan Mạch và được bầu là cầu thủ xuất sắc nhất lứa tuổi U-17 Đan Mạch năm 2008 bởi Liên đoàn Bóng đá Đan Mạch. Anh còn được đề cử vào danh sách rút gọn 4 ứng cử viên cho danh hiệu cầu thủ trẻ Đan Mạch xuất sắc nhất năm 2008 và sau cùng người giành danh hiệu này là Mathias Jørgensen. Anh có 27 trận đấu cho U-17 Đan Mạch đến tháng 2 năm 2009. Trong năm 2009, anh có 8 trận đấu cho U-18 và U-19 Đan Mạch. Eriksen là thành viên U-21 Đan Mạch tham dự Giải vô địch bóng đá U-21 châu Âu 2011 ngay tại Đan Mạch nhưng đội chủ nhà bị loại sau vòng bảng và Eriksen ghi được một bàn vào lưới U-21 Belarus.

### Đội tuyển quốc gia

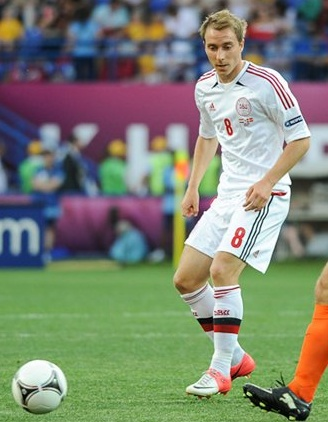
Eriksen thi đấu cho đội tuyển Đan Mạch tại UEFA Euro 2012.

Anh được triệu tập vào đội tuyển Đan Mạch lần đầu tiên vào tháng 2 năm 2010, có trận ra mắt vào tháng 3 gặp Áo, và trở thành cầu thủ trẻ thứ tư khoác áo đội tuyển và là cầu thủ trẻ nhất kể từ thời Michael Laudrup.
Ngày 28 tháng 5 năm 2010, huấn luyện viên Morten Olsen đã đưa Eriksen vào danh sách 23 cầu thủ tham dự World Cup 2010 tại Nam Phi. Điều này giúp anh trở thành cầu thủ trẻ nhất tại giải đấu. Tại World Cup 2010, Eriksen thi đấu hai trận vòng bảng với Hà Lan và Nhật Bản, chung cuộc Đan Mạch bị loại sau trận thua 1-3 trước đội tuyển Nhật.
Ngày 9 tháng 2 năm 2011, trong trận giao hữu thua đội tuyển Anh 1-2, Eriksen được chọn là Cầu thủ xuất sắc nhất trận đấu và nhận được nhiều lời khen ngợi từ Frank Lampard, Rio Ferdinand (on Twitter), huấn luyện viên Morten Olsen và truyền thông Đan Mạch cũng như Anh. Ngày 4 tháng 6 năm 2011 Eriksen ghi bàn thắng đầu tiên cho đội tuyển trong chiến thắng 2-0 trước Iceland tại vòng loại Euro 2012. Bàn thắng này giúp anh trở thành cầu thủ Đan Mạch trẻ nhất ghi bàn tại vòng loại Euro, kỷ lục trước đó thuộc về Michael Laudrup năm 1983.
Ngày 7 tháng 11 năm 2011, anh được trao danh hiệu Cầu thủ Đan Mạch xuất sắc nhất năm sau khi giúp Ajax vô địch Eredivisie mùa giải 2010-11 và có một chiến dịch vòng loại Euro 2012 cực kỳ thành công với đội tuyển Đan Mạch. Eriksen nói trong lễ trao giải:"Tôi rất tự hào khi đứng ở bục trao giải tối nay. Tôi thực sự bất ngờ vì giải thưởng này và nó rất ý nghĩa với tôi. Tôi xin gửi lời cảm ơn đến các đồng đội ở tuyển quốc gia và ở Ajax".

#### UEFA Euro 2012
Eriksen tham dự Euro 2012 với sự đánh giá cao và kỳ vọng rất lớn sẽ tỏa sáng khi là cầu thủ đầu tiên trong lịch sử đội tuyển Đan Mạch đạt đến cột mốc 25 lần khoác áo đội tuyển quốc gia khi mới 20 tuổi. Tuy nhiên mặc dù đã được ra sân ở cả ba trận đấu tại bảng đấu tử thần, song chỉ có vỏn vẹn ba cú sút với không bàn thắng và không pha kiến tạo.

#### World Cup 2018
Tại Bảng E Vòng loại World Cup 2018, Eriksen ghi được 8 bàn sau 10 trận để giúp Đan Mạch đứng nhì bảng giành quyền dự tranh play-off tham dự World Cup với Cộng hòa Ireland. Trong trận lượt đi hai đội hòa nhau 0-0 nhưng trong trận lượt về Eriksen đã lập hat-trick giúp Đan Mạch đánh bại Ireland 5–1. Với 11 bàn thắng, Eriksen là cầu thủ ghi bàn nhiều thứ ba tại vòng loại World Cup khu vực châu Âu, sau Robert Lewandowski (16 bàn) và Cristiano Ronaldo (15 bàn).
Tại World Cup 2018, anh chỉ có được một bàn thắng trong trận hòa 1-1 trước Úc ở lượt trận thứ hai vòng bảng. Trước đó trong trận đấu đầu tiên ở giải đấu với Peru, anh là người có đường chọc khe cho Yussuf Poulsen ghi bàn thắng duy nhất của trận đấu. Đội tuyển Đan Mạch sau đó lọt vào vòng 16 đội và thua Croatia ở loạt sút penalty sau 120 phút hòa 1-1, trong đó Eriksen đá hỏng quả penalty đầu tiên khi không đánh bại được thủ môn Danijel Subašić.

#### Sự cố ngưng tim tại UEFA Euro 2020
Trong trận đấu mở màn Euro 2020 của Đan Mạch với Phần Lan vào ngày 12 tháng 6 năm 2021, Eriksen ngã xuống đất dù không va chạm với bất kỳ cầu thủ nào trên sân và được hồi sức tim phổi. Trận đấu bị tạm dừng. Ngay sau đó, Eriksen đã được chuyển đến Rigshospitalet và đã dần ổn định. Tuy nhiên sau khi xuất viện, anh vẫn phải về nhà nghỉ ngơi một thời gian dài Từ đó, Eriksen đã phải chia tay Euro 2020.
Vào ngày 26 tháng 3 năm 2022, Anh trở lại đội tuyển quốc gia sau một thời gian dài nghỉ thi đấu vì sự cố ở Euro 2020 trong trận thua 2–4 trước Hà Lan, anh vào sân ở hiệp 1 và ghi bàn thắng 2 phút sau đó. Ba ngày sau đó, anh đóng góp bàn thắng cuối cùng trong chiến thắng 3–0 trước Serbia.

## Phong cách thi đấu
Huấn luyện viên Ajax Martin Jol đã so sánh Eriksen với các thế hệ cầu thủ đi trước cũng trưởng thành từ Ajax là Wesley Sneijder và Rafael van der Vaart. Ông đánh giá cầu thủ người Đan Mạch đọc trận đấu rất tốt và là một số 10 cổ điển như hai tiền vệ kể trên và huyền thoại bóng đá Đan Mạch Michael Laudrup. Khả năng kiến tạo thành bàn là điểm mạnh nhất của Eriksen.
Tuy nhiên điểm yếu của Eriksen là phong độ trong những trận đấu lớn. Khi còn chơi bóng ở giải vô địch quốc gia Hà Lan, anh thường tỏa sáng khi Ajax chạm trán những đối thủ trung bình như nhưng cần tới 3 năm mới có thể chọc thủng lưới PSV Eindhoven, một đội bóng lớn tại Hà Lan.

## Thống kê sự nghiệp

### Câu lạc bộ
Tính đến 19 tháng 5 năm 2024
| Câu lạc bộ          | Mùa giải            | Giải đấu            | Giải đấu | Giải đấu | Cúp quốc gia | Cúp quốc gia | Cúp liên đoàn | Cúp liên đoàn | Châu Âu1 | Châu Âu1 | Khác2 | Khác2 | Tổng cộng | Tổng cộng |
| Câu lạc bộ          | Mùa giải            | Giải đấu            | Trận     | Bàn      | Trận         | Bàn          | Trận          | Bàn           | Trận     | Bàn      | Trận  | Bàn   | Trận      | Bàn       |
| ------------------- | ------------------- | ------------------- | -------- | -------- | ------------ | ------------ | ------------- | ------------- | -------- | -------- | ----- | ----- | --------- | --------- |
| Ajax                | 2009–10             | Eredivisie          | 15       | 0        | 4            | 1            | —             | —             | 2        | 0        | —     | —     | 21        | 1         |
| Ajax                | 2010–11             | Eredivisie          | 28       | 6        | 6            | 1            | —             | —             | 12       | 1        | 1     | 0     | 47        | 8         |
| Ajax                | 2011–12             | Eredivisie          | 33       | 7        | 2            | 0            | —             | —             | 8        | 1        | 1     | 0     | 44        | 8         |
| Ajax                | 2012–13             | Eredivisie          | 33       | 10       | 4            | 2            | —             | —             | 8        | 1        | —     | —     | 45        | 13        |
| Ajax                | 2013–14             | Eredivisie          | 4        | 2        | 0            | 0            | —             | —             | 0        | 0        | 1     | 0     | 5         | 2         |
| Ajax                | Tổng cộng           | Tổng cộng           | 113      | 25       | 16           | 4            | —             | —             | 30       | 3        | 3     | 0     | 162       | 32        |
| Tottenham Hotspur   | 2013–14             | Premier League      | 25       | 7        | 1            | 0            | 1             | 0             | 9        | 3        | —     | —     | 36        | 10        |
| Tottenham Hotspur   | 2014–15             | Premier League      | 38       | 10       | 2            | 0            | 4             | 2             | 4        | 0        | —     | —     | 48        | 12        |
| Tottenham Hotspur   | 2015–16             | Premier League      | 38       | 6        | 4            | 1            | 1             | 0             | 7        | 1        | —     | —     | 50        | 8         |
| Tottenham Hotspur   | 2016–17             | Premier League      | 36       | 8        | 3            | 1            | 1             | 2             | 8        | 1        | —     | —     | 48        | 12        |
| Tottenham Hotspur   | 2017–18             | Premier League      | 37       | 10       | 2            | 2            | 1             | 0             | 6        | 2        | —     | —     | 46        | 14        |
| Tottenham Hotspur   | 2018–19             | Premier League      | 35       | 8        | 0            | 0            | 4             | 0             | 12       | 2        | —     | —     | 51        | 10        |
| Tottenham Hotspur   | 2019–20             | Premier League      | 20       | 2        | 0            | 0            | 1             | 0             | 5        | 1        | —     | —     | 14        | 2         |
| Tottenham Hotspur   | Tổng cộng           | Tổng cộng           | 226      | 51       | 15           | 4            | 13            | 4             | 51       | 10       | —     | —     | 305       | 69        |
| Inter Milan         | 2019–20             | Serie A             | 17       | 1        | 3            | 1            | —             | —             | 6        | 2        | —     | —     | 26        | 4         |
| Inter Milan         | 2020–21             | Serie A             | 26       | 3        | 4            | 1            | —             | —             | 4        | 0        | —     | —     | 34        | 4         |
| Inter Milan         | Tổng cộng           | Tổng cộng           | 43       | 4        | 7            | 2            | —             | —             | 10       | 2        | —     | —     | 60        | 8         |
| Brentford           | 2021–22             | Premier League      | 11       | 1        | 0            | 0            | —             | —             | —        | —        | —     | —     | 11        | 1         |
| Manchester United   | 2022–23             | Premier League      | 19       | 1        | 2            | 0            | 4             | 1             | 6        | 0        | —     | —     | 31        | 2         |
| Manchester United   | 2023–24             | Premier League      | 22       | 1        | 2            | 0            | 0             | 0             | 4        | 0        | —     | —     | 28        | 1         |
| Manchester United   | Tổng cộng           | Tổng cộng           | 50       | 2        | 6            | 0            | 4             | 1             | 12       | 0        | —     | —     | 72        | 3         |
| Tổng cộng sự nghiệp | Tổng cộng sự nghiệp | Tổng cộng sự nghiệp | 443      | 83       | 44           | 10           | 17            | 5             | 103      | 15       | 3     | 0     | 610       | 113       |

1 Bao gồm UEFA Champions League và UEFA Europa League.
2 Bao gồm Johan Cruijff Shield.

### Đội tuyển quốc gia
Tính đến ngày 29 tháng 6 năm 2024
| Đội tuyển quốc gia Đan Mạch | Đội tuyển quốc gia Đan Mạch | Đội tuyển quốc gia Đan Mạch |
| Năm                         | Trận                        | Bàn                         |
| --------------------------- | --------------------------- | --------------------------- |
| 2010                        | 10                          | 0                           |
| 2011                        | 10                          | 2                           |
| 2012                        | 11                          | 0                           |
| 2013                        | 11                          | 2                           |
| 2014                        | 7                           | 1                           |
| 2015                        | 8                           | 1                           |
| 2016                        | 11                          | 6                           |
| 2017                        | 9                           | 9                           |
| 2018                        | 10                          | 4                           |
| 2019                        | 10                          | 6                           |
| 2020                        | 8                           | 5                           |
| 2021                        | 6                           | 0                           |
| 2022                        | 11                          | 3                           |
| 2023                        | 6                           | 1                           |
| 2024                        | 8                           | 2                           |
| Tổng cộng                   | 134                         | 42                          |

### Bàn thắng cho đội tuyển quốc gia
| #   | Ngày                 | Địa điểm                                                | Đối thủ          | Bàn thắng | Kết quả | Giải đấu                      |
| --- | -------------------- | ------------------------------------------------------- | ---------------- | --------- | ------- | ----------------------------- |
| 1.  | 4 tháng 6 năm 2011   | Laugardalsvöllur, Reykjavík, Iceland                    | Iceland          | 2–0       | 2–0     | Vòng loại UEFA Euro 2012      |
| 2.  | 10 tháng 8 năm 2011  | Hampden Park, Glasgow, Scotland                         | Scotland         | 1–1       | 1–2     | Giao hữu                      |
| 3.  | 5 tháng 6 năm 2013   | Nordjyske Arena, Aalborg, Đan Mạch                      | Gruzia           | 2–1       | 2–1     | Giao hữu                      |
| 4.  | 14 tháng 8 năm 2013  | PGE Arena Gdańsk, Gdansk, Ba Lan                        | Ba Lan           | 1–1       | 2–3     | Giao hữu                      |
| 5.  | 22 tháng 5 năm 2014  | Sân vận động Nagyerdei, Debrecen, Hungary               | Hungary          | 1–1       | 2–2     | Giao hữu                      |
| 6.  | 8 tháng 6 năm 2015   | Sân vận động Viborg, Viborg, Đan Mạch                   | Montenegro       | 1–1       | 2–1     | Giao hữu                      |
| 7.  | 7 tháng 6 năm 2016   | Sân vận động bóng đá thành phố Suita, Suita, Nhật Bản   | Bulgaria         | 2–0       | 4–0     | Cúp Kirin 2016                |
| 8.  | 7 tháng 6 năm 2016   | Sân vận động bóng đá thành phố Suita, Suita, Nhật Bản   | Bulgaria         | 3–0       | 4–0     | Cúp Kirin 2016                |
| 9.  | 7 tháng 6 năm 2016   | Sân vận động bóng đá thành phố Suita, Suita, Nhật Bản   | Bulgaria         | 4–0       | 4–0     | Cúp Kirin 2016                |
| 10. | 4 tháng 9 năm 2016   | Sân vận động Parken, Copenhagen, Đan Mạch               | Armenia          | 1–0       | 1–0     | Vòng loại FIFA World Cup 2018 |
| 11. | 11 tháng 11 năm 2016 | Sân vận động Parken, Copenhagen, Đan Mạch               | Kazakhstan       | 2–1       | 4–1     | Vòng loại FIFA World Cup 2018 |
| 12. | 11 tháng 11 năm 2016 | Sân vận động Parken, Copenhagen, Đan Mạch               | Kazakhstan       | 4–1       | 4–1     | Vòng loại FIFA World Cup 2018 |
| 13. | 6 tháng 6 năm 2017   | Sân vận động Brøndby, Brøndby, Đan Mạch                 | Đức              | 1–0       | 1–1     | Giao hữu                      |
| 14. | 10 tháng 6 năm 2017  | Astana Arena, Astana, Kazakhstan                        | Kazakhstan       | 2–0       | 3–1     | Vòng loại FIFA World Cup 2018 |
| 15. | 1 tháng 9 năm 2017   | Sân vận động Parken, Copenhagen, Đan Mạch               | Ba Lan           | 4–0       | 4–0     | Vòng loại FIFA World Cup 2018 |
| 16. | 4 tháng 9 năm 2017   | Sân vận động Cộng hòa Vazgen Sargsyan, Yerevan, Armenia | Armenia          | 2–1       | 4–1     | Vòng loại FIFA World Cup 2018 |
| 17. | 5 tháng 10 năm 2017  | Sân vận động Goricom, Podgorica, Montenegro             | Montenegro       | 1–0       | 1–0     | Vòng loại FIFA World Cup 2018 |
| 18. | 8 tháng 10 năm 2017  | Sân vận động Parken, Copenhagen, Đan Mạch               | România          | 1–0       | 1–1     | Vòng loại FIFA World Cup 2018 |
| 19. | 14 tháng 11 năm 2017 | Sân vận động Aviva, Dublin, Ireland                     | Cộng hòa Ireland | 2–1       | 4–0     | Vòng loại FIFA World Cup 2018 |
| 20. | 14 tháng 11 năm 2017 | Sân vận động Aviva, Dublin, Ireland                     | Cộng hòa Ireland | 3–1       | 4–0     | Vòng loại FIFA World Cup 2018 |
| 21. | 14 tháng 11 năm 2017 | Sân vận động Aviva, Dublin, Ireland                     | Cộng hòa Ireland | 4–1       | 4–0     | Vòng loại FIFA World Cup 2018 |
| 22. | 9 tháng 6 năm 2018   | Sân vận động Brøndby, Brøndby, Đan Mạch                 | México           | 2–0       | 2–0     | Giao hữu                      |
| 23. | 21 tháng 6 năm 2018  | Cosmos Arena, Samara, Nga                               | Úc               | 1–0       | 1–1     | FIFA World Cup 2018           |
| 24. | 9 tháng 9 năm 2018   | Idrætspark, Aarhus, Đan Mạch                            | Wales            | 1–0       | 2–0     | UEFA Nations League 2018–19   |
| 25. | 9 tháng 9 năm 2018   | Idrætspark, Aarhus, Đan Mạch                            | Wales            | 2–0       | 2–0     | UEFA Nations League 2018–19   |
| 26. | 21 tháng 3 năm 2019  | Sân vận động Fadil Vokrri, Pristina, Kosovo             | Kosovo           | 1–1       | 2–2     | Giao hữu                      |
| 27. | 10 tháng 6 năm 2019  | Sân vận động Parken, Copenhagen, Đan Mạch               | Gruzia           | 2–1       | 5–1     | Vòng loại UEFA Euro 2020      |
| 28. | 5 tháng 9 năm 2019   | Sân vận động Victoria, Gibraltar                        | Gibraltar        | 2–0       | 6–0     | Vòng loại UEFA Euro 2020      |
| 29. | 5 tháng 9 năm 2019   | Sân vận động Victoria, Gibraltar                        | Gibraltar        | 3–0       | 6–0     | Vòng loại UEFA Euro 2020      |
| 30. | 15 tháng 11 năm 2019 | Sân vận động Parken, Copenhagen, Đan Mạch               | Gibraltar        | 5–0       | 6–0     | Vòng loại UEFA Euro 2020      |
| 31. | 15 tháng 11 năm 2019 | Sân vận động Parken, Copenhagen, Đan Mạch               | Gibraltar        | 6–0       | 6–0     | Vòng loại UEFA Euro 2020      |
| 32. | 7 tháng 10 năm 2020  | MCH Arena, Herning, Đan Mạch                            | Quần đảo Faroe   | 2–0       | 4–0     | Giao hữu                      |
| 33. | 11 tháng 10 năm 2020 | Laugardalsvöllur, Reykjavík, Iceland                    | Iceland          | 2–0       | 3–0     | UEFA Nations League 2020–21   |
| 34. | 14 tháng 10 năm 2020 | Sân vận động Wembley, London, Anh                       | Anh              | 1–0       | 1–0     | UEFA Nations League 2020–21   |
| 35. | 15 tháng 11 năm 2020 | Sân vận động Parken, Copenhagen, Đan Mạch               | Iceland          | 1–0       | 2–1     | UEFA Nations League 2020–21   |
| 36. | 15 tháng 11 năm 2020 | Sân vận động Parken, Copenhagen, Đan Mạch               | Iceland          | 2–1       | 2–1     | UEFA Nations League 2020–21   |
| 37. | 26 tháng 3 năm 2022  | Johan Cruyff Arena, Amsterdam, Hà Lan                   | Hà Lan           | 2–3       | 2–4     | Giao hữu                      |
| 38. | 29 tháng 3 năm 2022  | Sân vận động Parken, Copenhagen, Đan Mạch               | Serbia           | 3–0       | 3–0     | Giao hữu                      |
| 39. | 22 tháng 9 năm 2022  | Sân vận động Maksimur, Zagreb, Croatia                  | Croatia          | 1–1       | 1–2     | UEFA Nations League 2022–23   |
| 40. | 7 tháng 9 năm 2023   | Sân vận động Parken, Copenhagen, Đan Mạch               | San Marino       | 4–0       | 4–0     | Vòng loại UEFA Euro 2024      |
| 41. | 5 tháng 6 năm 2024   | Sân vận động Parken, Copenhagen, Đan Mạch               | Thụy Điển        | 2–1       | 2–1     | Giao hữu                      |
| 42. | 16 tháng 6 năm 2024  | MHPArena, Stuttgart, Đức                                | Slovenia         | 1–0       | 1–1     | UEFA Euro 2024                |

## Danh hiệu

### Câu lạc bộ
Ajax
- Eredivisie: 2010–11, 2011–12, 2012–13
- KNVB Cup: 2009–10[18]
- Johan Cruyff Shield: 2013

Inter Milan
- Serie A: 2020–21

Manchester United
- FA Cup: 2023–24[103]
- EFL Cup: 2022–23

### Cá nhân
- Cầu thủ trẻ xuất sắc nhất năm của AFC Ajax: 2010
- Cầu thủ xuất sắc nhất năm của AFC Ajax: 2011[27]
- Cầu thủ xuất sắc nhất năm của bóng đá Hà Lan (1): 2011[29]
- Cầu thủ Đan Mạch xuất sắc nhất năm lứa tuổi U-17: 2008[13]
- Cầu thủ Đan Mạch xuất sắc nhất năm (4): 2011, 2013, 2014, 2017
- Cầu thủ xuất sắc nhất mùa giải của Tottenham Hotspur (2): 2013–14, 2016–17
- Đội hình xuất sắc nhất giải Ngoại hạng Anh trong mùa của Hiệp hội Cầu thủ Chuyên nghiệp Anh (PFA): 2017-18
- Bàn thắng đẹp nhất tháng Giải bóng đá Ngoại Hạng Anh: tháng 4 năm 2018